# 伍淑怡
伍淑怡（英語：YoYo Ng，1988年7月24日—），是香港少女模特兒，2005年出道，有「翻版謝婷婷」之稱，2015年她與吳堯堯（仙樂都）、連綺嵐組成女子組合Honey Pie。她亦曾出演《喜愛夜蒲2》、《鴨王》、《港囧》等等。

## 事件
2015年，伍淑怡懷疑被自稱是廣告公司的人騙拍裸照並照片被對方轉售。雖然她已報警，但警察沒辦法，所以於10月18日在牛頭角寓所割脈企圖自殺，最後未死。
2017年1月17日，伍淑怡於晨時分在觀塘海濱花園附近跳海自殺，並進行自殺直播，期間向網民透露：「好希望佢呢世都開心、平安快樂，希望佢老婆瞓爛張雲石床先好死，跟住就到佢。伍淑怡墮海後被發現送往聯合醫院治理。事後伍淑怡被問到輕生原因，她說：「我都唔知，我呢段時間諗唔開，跟住就突然之間咁樣，我依家睇緊朋友畀我嘅訊息，唉！原來我又去咗新聞！（當時飲醉咗？）當時飲咗半杯酒，可能醉醉哋，唔係好記得當時情況。」
2018年6月22日，伍淑怡聲稱被港警於街上查身份證時，不當地套取電話和地址等資料。至晚上，她遭對方不停地來電及短信「追求」（實懷疑約炮）。事情公開後，有關警已被內部處分。

## 演出
- 2012年：《喜愛夜蒲2》
- 2015年：《鴨王》
- 2015年：《港囧》
- 無上畫：《我要做𡃁模》

## 外部連結
- 伍淑怡的Facebook專頁
- 伍淑怡的Instagram帳戶